# جو ميرسر
جو ميرسر (بالإنجليزية: Joe Mercer)‏ لاعب كرة قدم ومدرب من إنجلترا مواليد عام 1914 وتوفي عام 1990 , لعب مع ناديي إيفرتون وآرسنال بين عامي 1932 حتى 1955 , اعتباراً من سنة 1955 توجة إلى التدريب ودرب عدة أندية إنجليزية وهي شيفيلد يونايتد ،أستون فيلا ،مانشستر سيتي وكوفنتري سيتي وفي عام 1974 أصبح مدرباً للمنتخب الإنجليزي قادة في سبعة مباريات فقط .

## وصلات خارجية
- جو ميرسر على موقع قاعدة بيانات كرة القدم.إي يو (الإنجليزية)
- جو ميرسر على موقع ناشيونال فوتبول تيمز (الإنجليزية)
- جو ميرسر على موقع Soccerbase.com (لاعب) (الإنجليزية)
- جو ميرسر على موقع Soccerbase.com (مدرب) (الإنجليزية)

- معلومات عن جو ميرسر